# Mistrzostwa Europy w Pływaniu 1927 – 100 m stylem grzbietowym kobiet
Pływanie na 100 metrów stylem grzbietowym kobiet było jedną z konkurencji pływackich rozgrywanych na Mistrzostwach Europy w Pływaniu w Bolonii. Znane są jedynie wyniki wyścigu finałowego. Złoto i srebro zdobyły reprezentantki ekipy holenderskiej - mistrzynią Europy została Wilhelmine den Turk, zaś wicemistrzynią Marie Braun. Brązowy medal zdobyła wicemistrzyni olimpijska z Paryża, Brytyjka Phyllis Harding, 

## Finał
| Pozycja | Zawodnik             | Czas   |
| ------- | -------------------- | ------ |
|         | Wilhelmine den Turk  | 1:24,6 |
|         | Marie Braun          | 1:26,2 |
|         | Phyllis Harding      | 1:30,8 |
| 4       | Anni Rehborn         | 1:31,7 |
| 5       | Valerie Davis        | 1:33,2 |
| 6       | Marie-Jeanne Bernard | 1:35,0 |